# Puig des Boixos
Puig des Boixos este o arie protejată (arie de protecție specială avifaunistică — SPA) din Spania întinsă pe o suprafață de 234,48 ha, integral pe uscat.

## Localizare
Centrul sitului Puig des Boixos este situat la coordonatele 39°40′25″N 2°37′54″E / 39.6736°N 2.6318°E.

## Înființare
Situl Puig des Boixos a fost declarat arie de protecție specială avifaunistică în martie 2006 pentru a proteja 9 specii de animale.

## Biodiversitate
Situată în ecoregiunea mediteraneană, aria protejată conține 1 habitat natural: Tufărișuri termo-mediteraneene și de pre-deșert.
La baza desemnării sitului se află mai multe specii protejate de  păsări (9): pasărea ogorului (Burhinus oedicnemus), caprimulg (Caprimulgus europaeus), Falco eleonorae, șoim călător (Falco peregrinus), Galerida theklae, acvilă pitică (Hieraaetus pennatus), gaia roșie (Milvus milvus), viespar (Pernis apivorus), Sylvia sarda.
Pe lângă speciile protejate, pe teritoriul sitului au mai fost identificate 9 specii de plante.